# Norolles
Norolles ist eine französische Gemeinde mit 350 Einwohnern (Stand 1. Januar 2022) Département Calvados in der Region Normandie. Sie gehört zum Kanton Pont-l’Évêque und zum Arrondissement Lisieux. 
Sie grenzt im Norden an Le Breuil-en-Auge, im Nordosten an Saint-Philbert-des-Champs, im Südosten an Fauguernon, im Süden an Rocques, im Südwesten an Ouilly-le-Vicomte und im Westen an Coquainvilliers.
Berühmtester Sohn der Stadt ist der Naturwissenschaftler Louis de La Foye.

## Bevölkerungsentwicklung
| Jahr      | 1962 | 1968 | 1975 | 1982 | 1990 | 1999 | 2008 | 2015 |
| --------- | ---- | ---- | ---- | ---- | ---- | ---- | ---- | ---- |
| Einwohner | 198  | 169  | 191  | 236  | 241  | 272  | 262  | 295  |

## Sehenswürdigkeiten

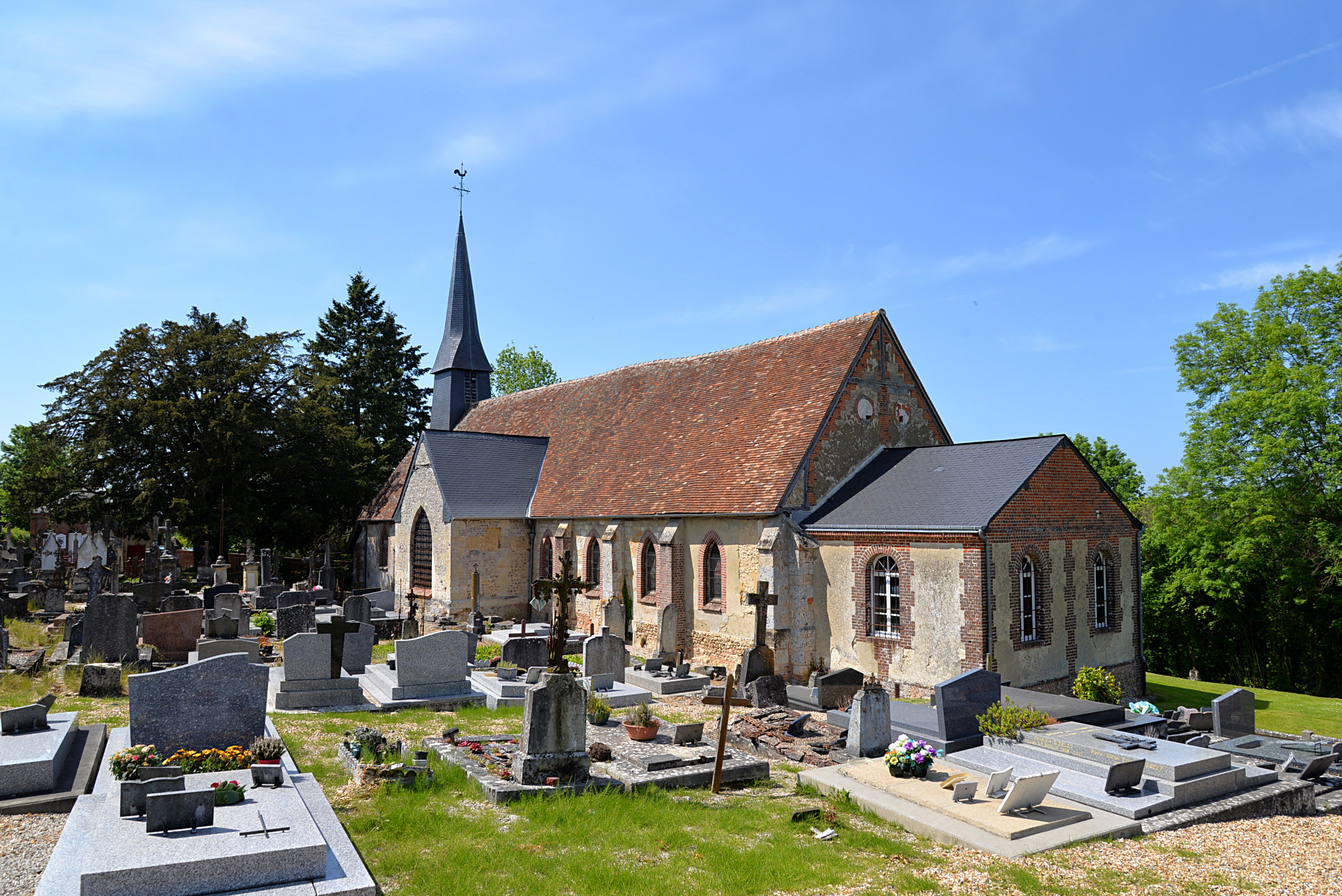
Kirche Saint-Denis

- Kirche Saint-Denis